# Elements (Atheist)
Elements è il terzo album pubblicato dalla band technical death metal Atheist. Pubblicato nel 1993 dalla Relapse Records, questo disco prosegue le sonorità dell'album precedente rafforzando ulteriormente le sonorità jazz fusion, presentandosi ancora più tecnico e corposo.

## Tracce
1. Green – 3:21
2. Water – 4:27
3. Samba Briza – 1:57
4. Air – 5:32
5. Displacement – 1:23
6. Animal – 4:10
7. Mineral – 4:32
8. Fire – 4:36
9. Fractal Point – 0:43
10. Earth – 3:41
11. See You Again – 1:16
12. Elements – 5:35

Tracce bonus
Live Radio Broadcast 1992
1. Unquestionable Presence
2. On They Slay
3. Enthralled in Essence
4. The Formative Years
5. Mother Man
6. Retribution

## Formazione
- Kelly Shaefer - voce, chitarra
- Rand Burkey - chitarra
- Frank Emmi - chitarra
- Tony Choy - basso
- Josh Greenbaum - batteria